# 玉露炒茶
玉露牌炒茶产于浙江省衢县乌溪江，是一款茗茶。
品质特点：绿翠鲜活香气高，滋味醇和，茶汤颜色嫩绿明亮，芽叶成朵。